# Canton de Trois-Rivières
Le canton de Trois-Rivières est une circonscription électorale française située dans le département et région de la Guadeloupe.

## Représentation

### Représentation depuis 2015
| Période                                                 | Période             | Identité                   | Étiquette  | Qualité                                                                             |
| ------------------------------------------------------- | ------------------- | -------------------------- | ---------- | ----------------------------------------------------------------------------------- |
| 1955                                                    | 1973                | Hugues Siméon              | SFIO → DVG | Médecin Maire de Trois-Rivières (1943-1977)                                         |
| 1973                                                    | 1985                | Germain Eugénio Jean-Louis | RPR → DVD  | Maire de Trois-Rivières (1977-1995) Suppléant du député Raymond Guilliod            |
| 1985                                                    | 1992                | Albert Dorville            | DVG        | Médecin Maire de Trois-Rivières (1995-2008)                                         |
| 1992                                                    | 1993 (invalidation) | Germain Eugénio Jean-Louis | DVD        | Conseiller régional Maire de Trois-Rivières                                         |
| 1993                                                    | 1998                | Albert Dorville            | DVG        | Médecin Maire de Trois-Rivières (1995-2008)                                         |
| 1998                                                    | 2004                | Germain Eugénio Jean-Louis | RPR → DVD  | Vice-président du conseil général (2001-2004) Ancien maire de Trois-Rivières        |
| 2004                                                    | 2015                | Jacques Anselme            | FGPS       | Professeur de collège, Trois-Rivières Vice-président du conseil général (2004-2012) |
| Les données antérieures ne sont pas encore mentionnées. |                     |                            |            |                                                                                     |

### Représentation à partir de 2015
| Période élective | Période élective | Mandat | Mandat   | Identité        | Nuance | Nuance | Qualité |
| ---------------- | ---------------- | ------ | -------- | --------------- | ------ | ------ | --- |
| 2015             | 2021             | 2015   | 2021     | Jacques Anselme |        | PS     | Enseignant à la retraite Ancien conseiller municipal de Trois-Rivières 1er vice-président du Conseil départemental |
| 2015             | 2021             | 2015   | 2021     | Nicole Erdan    |        | PS     | Gérante de société Conseillère municipale de Gourbeyre                                                             |
| 2021             | 2028             | 2021   | en cours | Jimmy Fausta    |        | DVD    | Chef d'entreprise à Trois-Rivières                                                                                 |
| 2021             | 2028             | 2021   | en cours | Fabienne Thomas |        | DVD    | Cadre, conseillère municipale de Gourbeyre                                                                         |

### Résultats détaillés

#### Élections de mars 2015
À l'issue du 1er tour des élections départementales de 2015, deux binômes sont en ballottage : Jacques Anselme et Nicole Erdan (PS, 54,70 %) et Magda Baltyde-Hajjar et Charles Zenon (DVD, 40,65 %). Le taux de participation est de 41,61 % (7 247 votants sur 17 417 inscrits) contre 44,45 % au niveau départemental et 50,17 % au niveau national.
Au second tour, Jacques Anselme et Nicole Erdan (PS) sont élus avec 56,69 % des suffrages exprimés et un taux de participation de 48,25 % (4 457 voix pour 8 403 votants pour 17 417 inscrits).

#### Élections de juin 2021
Le premier tour des élections départementales de 2021 est marqué par un très faible taux de participation (33,26 % au niveau national). Dans le canton de Trois-Rivières, ce taux de participation est de 33 % (5 769 votants sur 17 483 inscrits) contre 30,59 % au niveau départemental. À l'issue de ce premier tour, deux binômes sont en ballottage : Jimmy Fausta et Fabienne Thomas (Divers, 52,01 %) et Jacques Anselme et Nicole Erdan (DVG, 47,99 %).
Le second tour des élections est marqué une nouvelle fois par une abstention massive équivalente au premier tour. Les taux de participation sont de 34,36 % au niveau national, 37,59 % dans le département et 44,2 % dans le canton de Trois-Rivières. Jimmy Fausta et Fabienne Thomas (Divers) sont élus avec 53,55 % des suffrages exprimés (3 853 voix pour 7 729 votants et 17 485 inscrits),,. 

## Composition

### Composition avant 2015
Le canton de Trois-Rivières comprenait 2 communes :
- Trois-Rivières
- Vieux-Fort

### Composition depuis 2015
Le canton de Trois-Rivières comprend cinq communes entières.
| Nom                                    | Code Insee | Intercommunalité     | Superficie (km2) | Population (dernière pop. légale) | Densité (hab./km2) | Modifier                                    |
| -------------------------------------- | ---------- | -------------------- | ---------------- | --------------------------------- | ------------------ | ------------------------------------------- |
| Trois-Rivières (bureau centralisateur) | 97132      | CA Grand Sud Caraïbe | 31,10            | 7 519 (2022)                      | 242                | modifier les données · modifier les données |
| Gourbeyre                              | 97109      | CA Grand Sud Caraïbe | 22,52            | 7 378 (2022)                      | 328                | modifier les données · modifier les données |
| Terre-de-Bas                           | 97130      | CA Grand Sud Caraïbe | 6,80             | 895 (2022)                        | 132                | modifier les données · modifier les données |
| Terre-de-Haut                          | 97131      | CA Grand Sud Caraïbe | 6,00             | 1 479 (2022)                      | 247                | modifier les données · modifier les données |
| Vieux-Fort                             | 97133      | CA Grand Sud Caraïbe | 7,24             | 1 730 (2022)                      | 239                | modifier les données · modifier les données |
| Canton de Trois-Rivières               | 97120      |                      | 73,66            | 19 001 (2022)                     | 258                | modifier les données                        |

## Démographie
En 2022, le canton comptait 19 001 habitants, en évolution de −7,29 % par rapport à 2016 (Guadeloupe : −2,67 %, France hors Mayotte : +2,11 %).
| 2013   | 2018   | 2022   |
| ------ | ------ | ------ |
| 21 030 | 20 150 | 19 001 |